# Sombre Romantic
Sombre Romantic, pubblicato nel febbraio 2001 dalla The End Records, è il secondo album della band symphonic/doom metal Virgin Black.

## Il disco
Questo album è caratterizzato da svariate influenze da parte di altri generi; le sonorità principali richiamano il gothic, ma vengono rese più cupe e gravi dall'arricchimento di ritmiche marcatamente doom, arricchite con sonorità proveniente dalla musica classica al black, da quella elettronica al death metal. Il suono risulta essere compatto e variegato al tempo stesso: se da una parte abbiamo chitarre acustiche, pianoforte, violoncello, cori operistici, rintocchi di campane, dall'altra rispondono invece momenti più aggressivi, grazie ai pesanti riff e agli accenni di voce scream che si fanno pesanti solo nell'inizio di Drink the Midnight Hymn.

## Tracce
1. Opera de Romance I. - Stare
2. Opera de Romance II. - Embrace
3. Walk Without Limbs
4. Of Your Beauty
5. Drink the Midnight Hymn
6. Museum of Iscariot
7. Lamenting Kiss
8. Weep for Me
9. I Sleep With the Emperor
10. A Poet's Tears of Porcelain

## Formazione
- Rowan London - voce, pianoforte, tastiere
- Samantha Escarbe - chitarra, violoncello
- Ian Miller - basso, voce
- Dino Cielo - batteria
- Craig Edis - chitarra, voce